# Pergamonské muzeum
Pergamonské muzeum je jedno z pěti muzeí v Berlíně v Německu, soustředěných na Muzejním ostrově. Vzniklo v roce 1930 jako poslední z muzejních budov a je v něm umístěna část sbírky klasického antického umění, dále v něm sídlí Muzeum starověkého blízkého východu a Muzeum islámského umění. Muzeum je jako součást Muzejního ostrova od roku 1999 na seznamu světového kulturního dědictví UNESCO a díky velkolepým vystaveným artefaktům (Trhová brána, Ištařina brána, Pergamonský oltář, mozaiky, atd.) patří k nejnavštěvovanějším muzeím na ostrově.

## Budova
Muzejní budova v historizujícím stylu je druhá v pořadí postavená pro Pergamonský oltář na muzejním ostrově. Zvenčí vypadá jako mezopotámský chrám v pruském stylu s detaily ve stylu pruského neoklasicizmu. Stavba muzea nebyla v podstatě nikdy dokončena. Pod jižním křídlem bylo nutno betonovým překryvem uzavřít 50 metrů hlubokou puklinu (tzv. Kolk), pozůstatek z doby ledové. Ve vstupním centrálním křídle je situována hala Pergamonského oltáře (centrální místnost muzea), severní křídlo patřilo původně Německému muzeu (Deutsches Museum), jižní křídlo hostí sbírku islámského umění.

## Historie

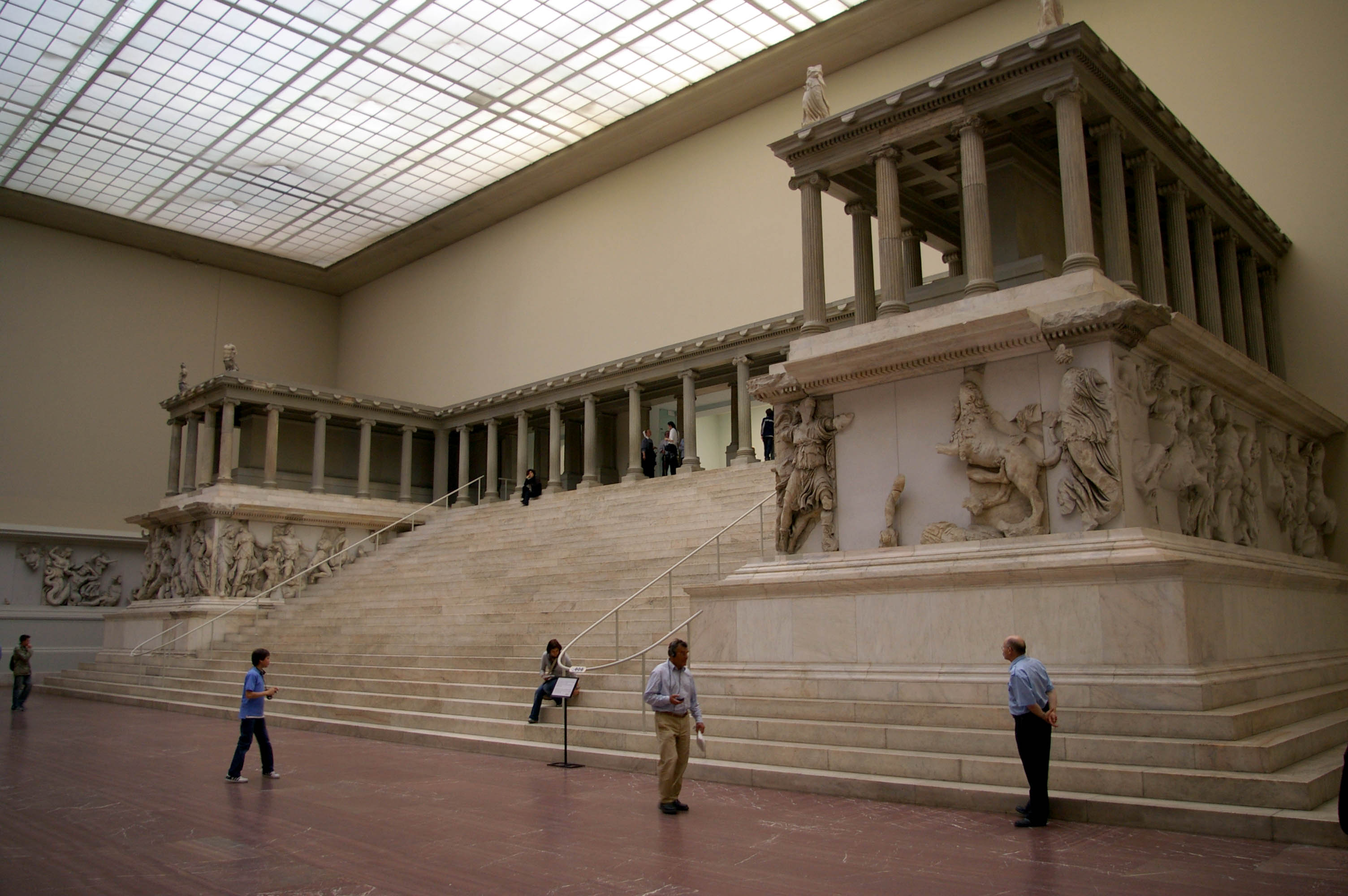
Pergamonský oltář

Budova vznikla jako poslední muzejní objekt na ostrově, určený k umístění velkých exponátů, které se do Berlína dostaly díky rozsáhlým vykopávkám a nákupům na Blízkém východě v oblasti Středomoří (začaly v roce 1875). První muzejní budova vznikla v roce 1901, jejím hlavním kusem byl zrekonstruovaný a nově vystavený Pergamonský oltář. Budova na ostrově vydržela pouze několik let, již v roce 1909 plány k expanzi sbírky vedly ke stavbě nové budovy. Architektonické plány vypracoval Alfred Messel, po jeho smrti v nich pak pokračoval Ludwig Hoffmann, který svůj plán ve spolupráci s městským architektem Wilhelmem Wille v roce 1930 realizoval. Budova měla mít tři křídla (jejich stavba byla skutečně realizována), spojená na straně řeky kolonádou (nerealizována). Stavba byla přerušena po dobu I. světové války, dokončena byla teprve v roce 1930. S budovou Bodeho muzea a Nového muzea spojoval Pergamonské muzeum pár krytých mostů, nicméně ty byly už v době stavby chápány jako provizorní.
Na počátku 2. světové války bylo muzeum uzavřeno, rozměrné kusy však nebylo možné přestěhovat do krytů, bomby proto silně poškodily Trhovou bránu z Milétu a fasádu Paláce Mshatta. Menší kusy, především vlysy Pergamonského oltáře byly sice ukryty, po válce byly nicméně odvezeny do Sovětského svazu a na jejich vrácení se čekalo až do roku 1959, k úplnému sjednocení sbírek došlo teprve po sjednocení Berlína v roce 1990. Od roku 2013, pravděpodobně do roku 2025, probíhá rekonstrukce muzejní budovy, díky níž jsou některé výstavní místnosti pro veřejnost uzavřeny. Po ukončení rekonstrukce by měly být vystaveny i dosud v depozitářích uložené kusy fasády paláce v Mshattě, mělo by dojít k úplné reorganizaci muzejních místností a napojení muzea na Archeologickou promenádu, podzemní chodbu, spojující jednak 4 hlavní muzejní budovy ostrova (s výjimkou Staré národní galerie), která má však dále fungovat jako samostatný výstavní prostor.

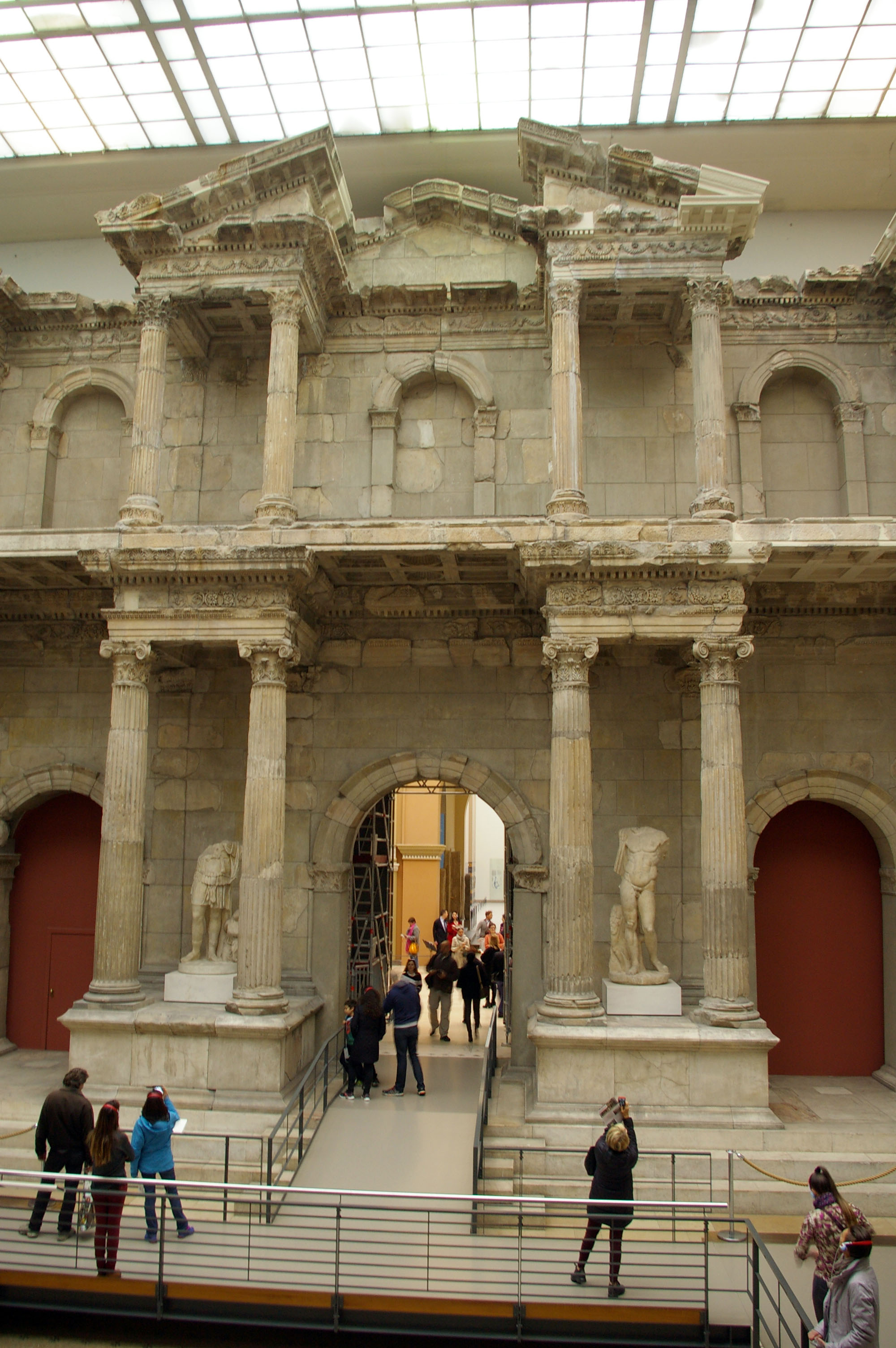
Trhová brána z Milétu

## Expozice

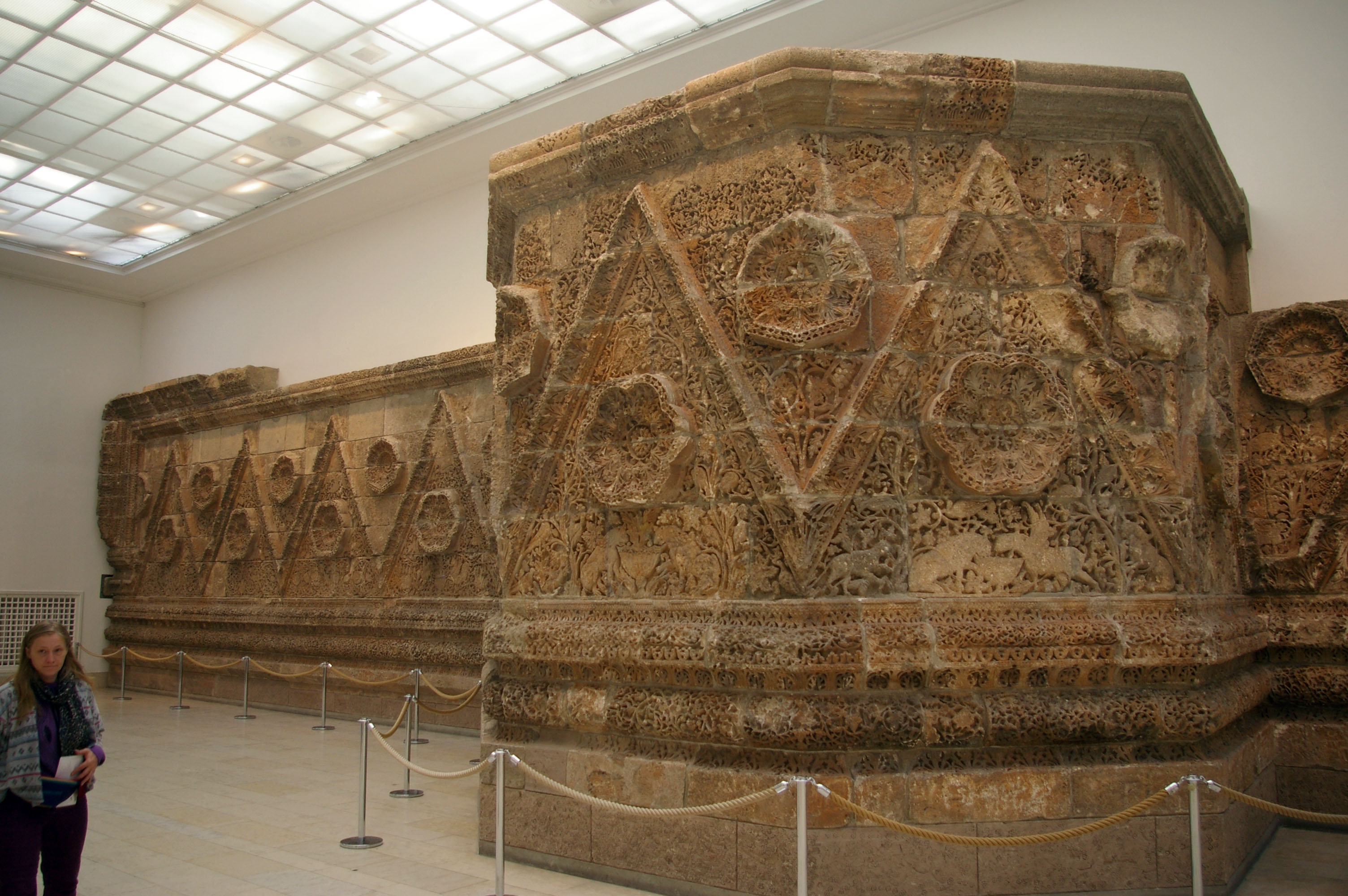
Fasáda paláce v Mshattě

V muzeu jsou sbírky islámského umění, starověkého blízkého východu a část sbírky klasické antiky. Nejvýznamnější kusy jsou:
Pergamonský oltář – Velký oltář vybudovaný na terase akropole v Pergamonu okolo roku 170 př. n. l. Eumenem II. K oltáři patří i vystavené vlysy znázorňující zápas bohů a gigantů (gigantomachie), symbolizující boj mezi pergamskými Řeky a barbarskými Galaty. Oltář byl odkryt pruskou expedicí v průběhu tří sezón vykopávek (1878-1886). Vystavená část je pouze jednou dochovanou částí původně čtvercové stavby.
Trhová brána z Milétu – brána, která původně stávala u vstupu na tržiště antického Milétu je vystavena jako celek (rozměry 28,29 × 6,66 metrů, výška 16,73 metrů), více než 60 % stavby je tvořeno původními kameny. Brána vznikla ve 2. století našeho letopočtu jako přechod mezi agorou a tržištěm.
Ištařina brána – původně byla osmou bránou babylónského vnitřního města. Vystavěna byla kolem roku 575 př. n. l. z příkazu novobabylonského krále Nebukadnesara II. a byla zasvěcena babylonské bohyni plodnosti, lásky a války, Ištar. Většinu jejího povrchu tvoří modře glazované cihly se zvířecími motivy, především draky a býky.
Fasáda paláce v Mshattě – fasáda pouštního paláce, jehož zbytky se nachází poblíž dnešního letiště Jordánského hlavního města Ammánu. Fasáda se do Berlína dostala jako dar otomanského sultána Abdula Hamida II. císaři Vilémovi II.
Komnata z Aleppa – nejstarší dochované dřevěné panely z dob osmanské říše. Vytvořena byla kolem roku 1600 jako přijímací místnost křesťanské rezidence v syrském Aleppu. Dřevěné panely jsou bohatě ornamentálně zdobeny.

## Ze sbírek muzea

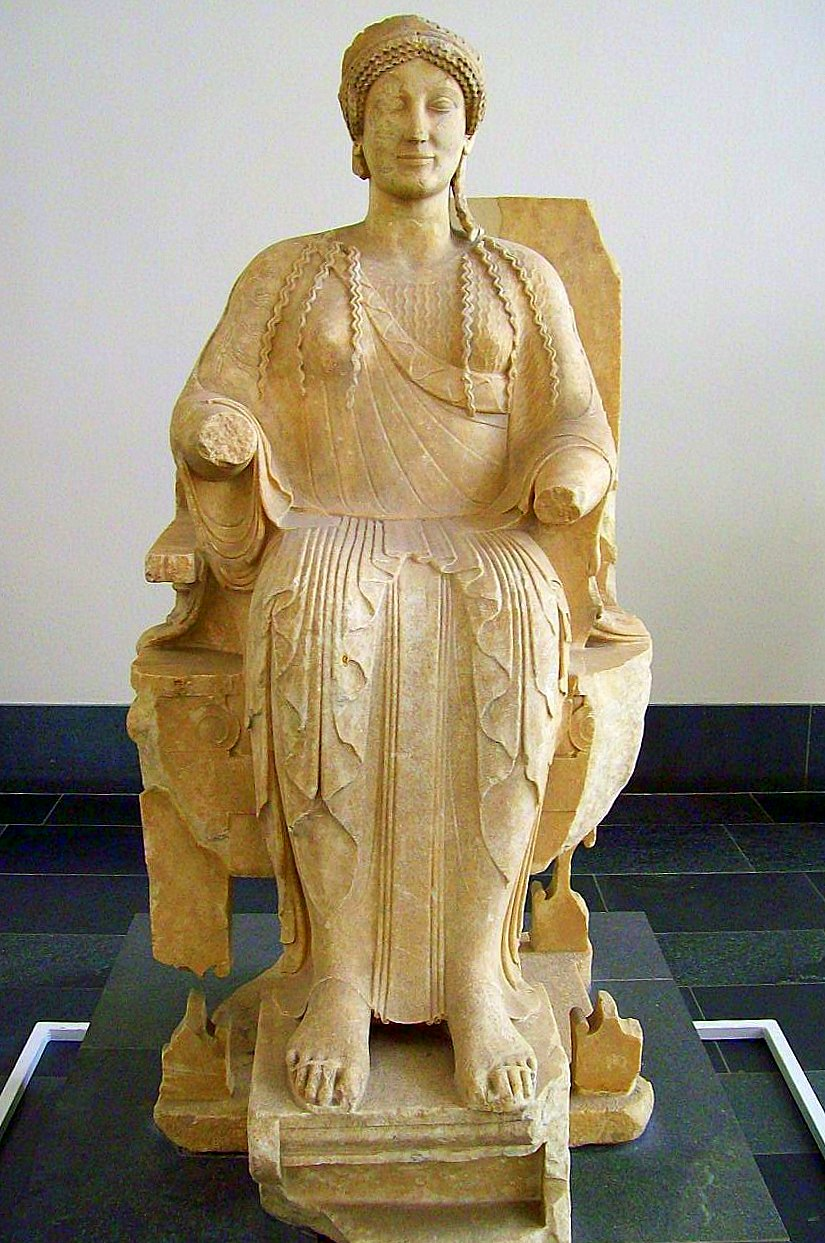
Bohyně z Taranta (Persefóné, 480-460 př. n. l.)
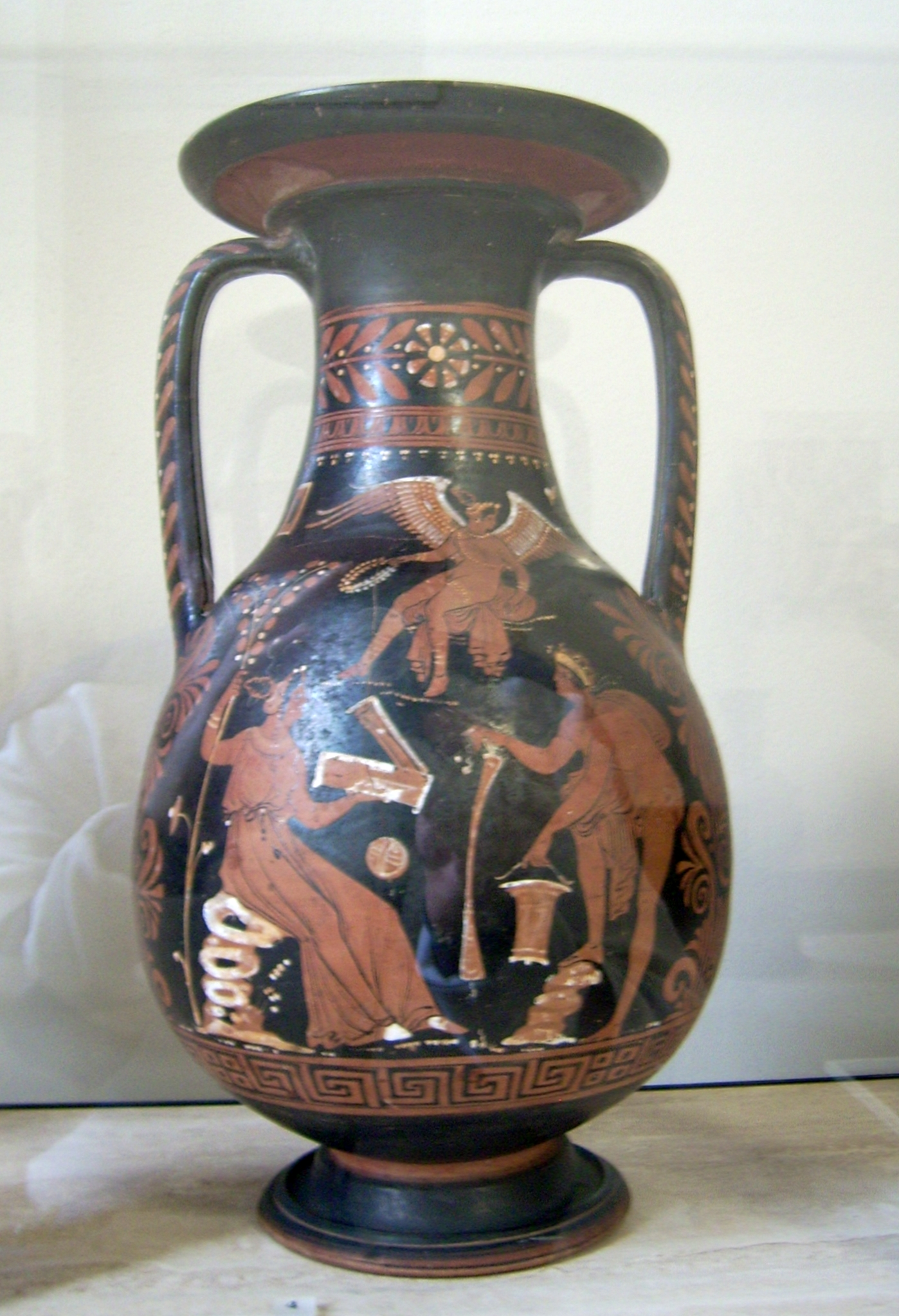
Řecká nádoba
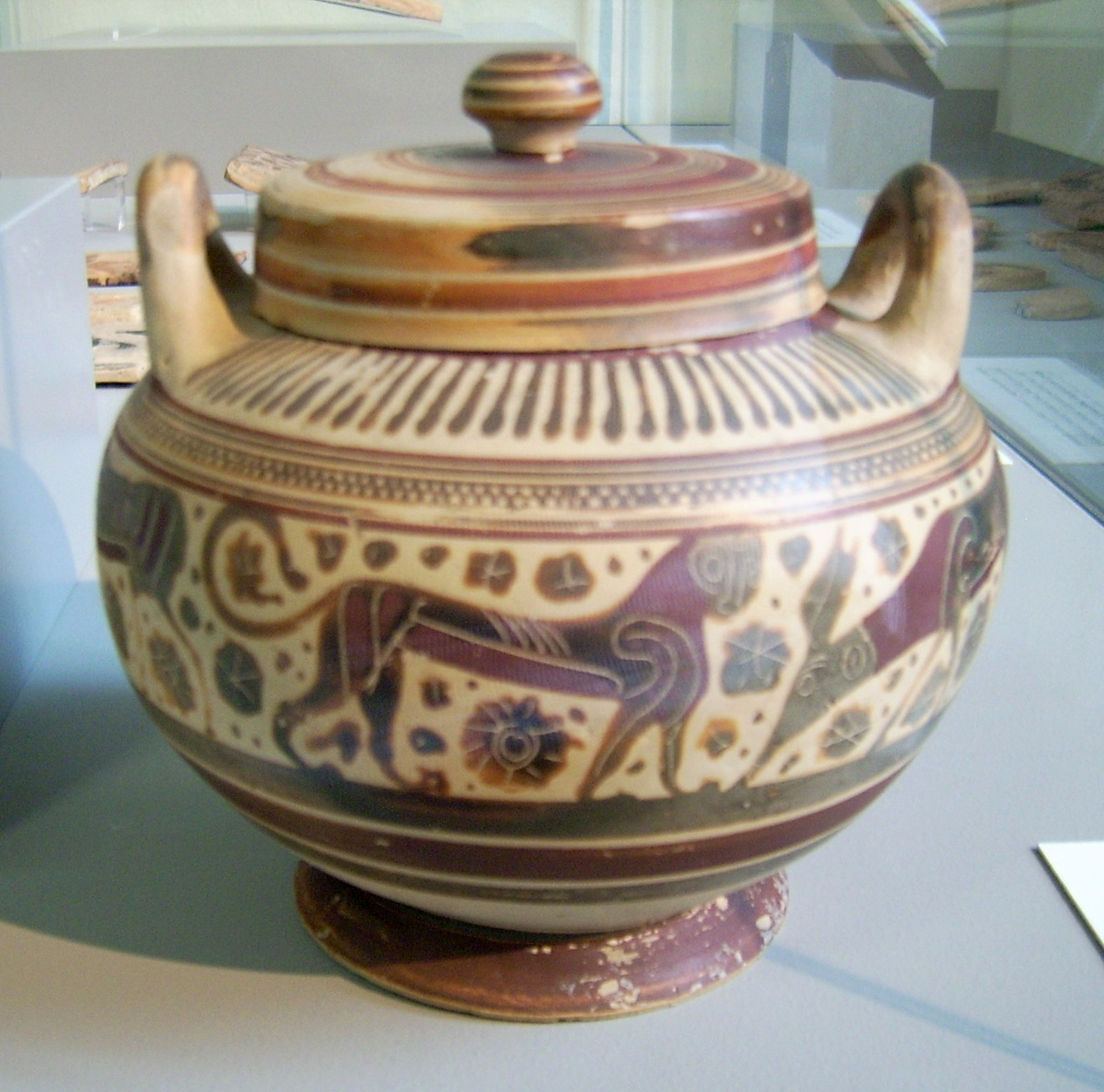
Korintská pyxis
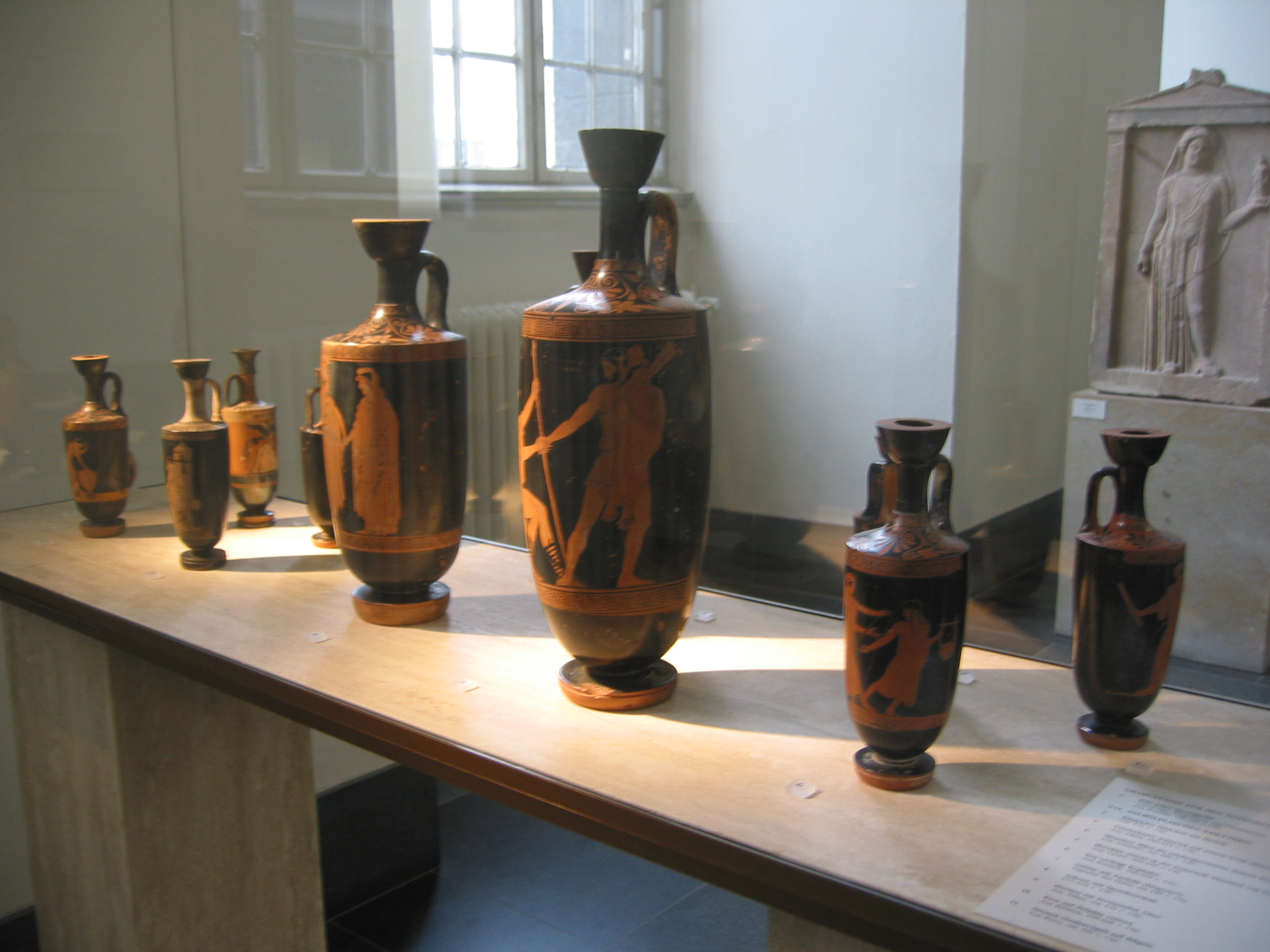
Lékythy
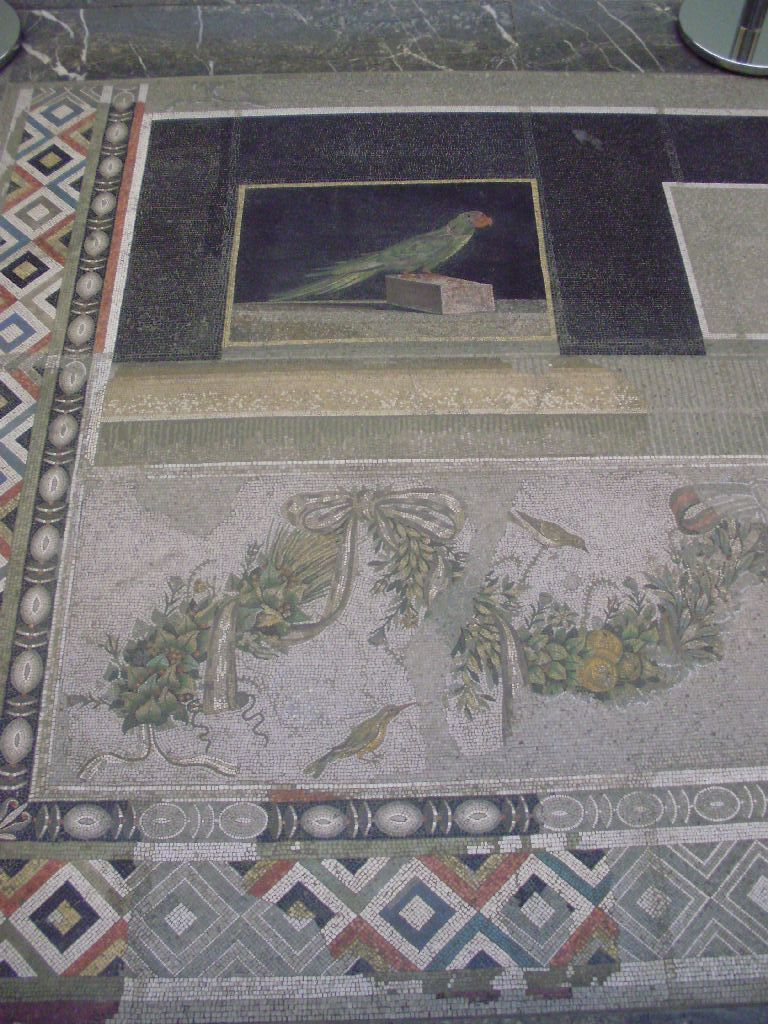
Mozaika s papouškem (Alexandrie, 2. stol. př. n. l.)